# تانیا هانسن
تانیا هانسن (انگلیسی: Tanya Hansen؛ زاده ۱۱ سپتامبر ۱۹۷۳) یک بازیگر پورنوگرافی اهل نروژ است.